# Mahdi Sabzali
Mahdi Sabzali (pers. مهدی سبزعلی; ur. 20 lutego 1974) – irański zapaśnik w stylu klasycznym. Zajął 10 miejsce na mistrzostwach świata w 1998. Złoty medal na igrzyskach azjatyckich w 1998. Zdobył brązowy medal mistrzostw Azji w 1997. Czwarty w Pucharze Świata w 1997. Najlepszy zawodnik w Pucharze Azji i Oceanii w 1997 roku.